# Herculian
Herculian (węg. Magyarhermány) – wieś w Rumunii, w okręgu Covasna, w gminie Bățani. W 2011 roku liczyła 1229 mieszkańców.